# Мичиген Сити (Северна Дакота)
Мичиген Сити (енгл. Michigan City) град је у америчкој савезној држави Северна Дакота.

## Демографија
По попису из 2010. године број становника је 294, што је 51 (-14,8%) становника мање него 2000. године.
| Група             | 2000.       | 2010.       |
| Белци             | 342 (99,1%) | 282 (95,9%) |
| Афроамериканци    | 1 (0,3%)    | 0 (0,0%)    |
| Азијати           | 1 (0,3%)    | 0 (0,0%)    |
| Хиспаноамериканци | 0 (0,0%)    | 3 (1,0%)    |
| Укупно            | 345         | 294         |